# Anar Nəzirov
Anar Nəzirov (Qax, 8 settembre 1985) è un calciatore azero, portiere dello Zirə.

## Carriera

### Club
Ha sempre giocato nella massima serie del proprio paese con varie squadre.

### Nazionale
Ha esordito con la nazionale azera nell'amichevole disputata il 1º febbraio 2013 contro l'Uzbekistan (0-0).

## Palmarès

### Club

#### Competizioni nazionali
- Coppa d'Azerbaigian: 1

Qəbələ: 2018-2019